# Lophoptera leucostriga
Lophoptera leucostriga là một loài bướm đêm trong họ Noctuidae.